# كريمونا (ألبرتا)
كريمونا (بالإنجليزية: Cremona, Alberta)‏ هي قرية تقع في كندا في ألبرتا. يقدر عدد سكانها بـ 457 نسمة ومساحتها 1.71 كم2 وترتفع عن سطح البحر 1,175 متر.